# Eugénie Martinet
Eugénie Martinet   (Aosta, 2 de novembre de 1896 - Aosta, 23 de gener de 1983) fou una poeta valldostana en arpità. Era neta de Jules Martinet, antic alcalde d'Aosta. La seva llengua de relació familiar era el francès, i fou educada en italià, però aviat es va interessar per l'arpità. Estudià a les universitats de Milà i Torí. En aquesta última, hi conegué Antonio Gramsci i Riccardo Bauer. I a casa de la seva germana Dora, des del 1924, hi freqüentaven Umberto Saba, Eugenio Montale, Carlo Emilio Gadda, Elio Vittorini, Lalla Romano, Ferruccio Parri, Nilde Iotti i Palmiro Togliatti. El seu marit fou mobilitzat durant la guerra i el seu fill gran va lluitar amb els partisans. Després de la guerra, es dedicà a la poesia arpitana.

## Obres
- Primo dono, tip. Balzaretti, Milano, 1925.
- Al piccolo Giulio, 1929.
- La Dzouére entzarmaie, ed. Convivio letterario, Milano, 1935.
- Se vuoi ti guido io, Itla, Aosta, 1957.
- Meison de berrio, meison de glliese, Il nuovo cracas, Roma, 1964.
- Col·laboracions en nombroses revistes, de les quals:

- Il convivio letterario - Milano.
- Il lavoro - Genova.
- Le mont blanc - Aosta.
- Lo partisan - Aosta.
- Ij brandë - Torino.
- Armanach Piemontèis - Torí.
- Le flambeau - Aosta.
- El tòr - Roma.
- L'appollo buongustaio - Roma.
- Fiore della poesia dialettale - Roma.
- A.R.C. - Udine.